# Dagor-nuin-Giliath
Bitva pod hvězdami (sindarsky Dagor-nuin-Giliath) je druhou bitvou Beleriandských válek ve fiktivním světě Středozem J.R.R.Tolkiena. V bitvě se poprvé utkaly vojska Noldor s Morgothovými sluhy. Bitva skončila vítězstvím elfů.

## Situace před bitvou
Po útěku Noldor z Valinoru se Fëanor se sedmi syny a svým lidem přeplavil přes oceán a stanul v zemi Lammoth. Nechal spálit všechny lodě a odsoudil tak zbytek Noldor pod vedením svého nevlastního bratra Fingolfina k trýznivé cestě přes zamrzlou pustinu Helcaraxë. Pálení lodí v Losgaru spatří Morgothovi sluhové a tak se Temný pán dozvídá o útěku Noldor. Morgoth stáhne skřety ze západního Beleriandu, kteří obléhali Círdanovi přístavy a posílá své síly vstříc Fëanorovi.

## Průběh bitvy
Skřetí vojsko tiše překročilo hory Stínu a udeřilo na utábořené Noldor u jezera Mithrim. I přes to, že skřetů bylo mnohem více a měli výhodu překvapení jsou elfy drtivě odraženi a s velkými ztrátami hnáni zpět k Angbandu. Skřetí posily ze západního Beleriandu jsou ze zálohy rozdrceny u Eithel Sirionu Celegormovými muži. Fëanor přesvědčený o konečném vítězství se jen s několika svými druhy žene vstříc Morgothovi. Zbytek jeho vojska jeho rychlosti nestačí a zůstává pozadu. Fëanor se svými druhy je však zaskočen před branami Angbandu novými voji skřetů a navíc balrogy vedenými jejich pánem Gothmogem. Fëanor je po dlouhém boji smrtelně zraněn. Umírajícího otce ze spárů balrogů zachrání jeho synové, kteří ze zbytkem vojska doráží později. Temné vojsko se poté stahuje do Thangorodrim. Noldor ustupují zpět do Hitlumu. Na úbočích Ered Wethrin na svá zranění umírá velekrál Fëanor. Před svou smrtí ještě naposledy nabádá svých sedm synů, aby dodržovali svou přísahu. Fëanorovo tělo se ihned po jeho smrti rozpadá na popel a prach.

### Fingolfinův příchod
Po Fëanorově smrti přichází k utábořeným Noldor do Hitmlumu Morgothův vyslanec, který navrhoval další setkání, na kterém by se domluvila další jednání. Nejstarští Fëanorovů syn Maedhros navrhuje naoko s Morgothem jednat a na sraz s sebou vezme velkou sílu bojovníků. Se stejným záměrem však na setkání přišel i nepřítel a proto dojde mezi vyjednavači k boji. Elfové jsou pobiti a Maedhros je živý unesen do Angbandu. 
Náhlým příchodem zbytku Noldor pod vedením Fingolfina přes Helcaraxë začíná První věk Věků Slunce a na obloze poprvé vychází Slunce. Skřeti před neznámým světlem zalézají do svých děr a Fingolfin bez boje přichází až k branám Angbandu. Není však stejně zbrklý jako byl jeho bratr Fëanor a proto dává příkaz k ústupu do Mithrimu.

## Důsledky
Morgoth, který myslel, že Beleriand je mu vydán na milost, byl velice překvapen nečekaným příchodem Noldor a jejich silou. Radost mu však udělalo zjištění o rozdělení Noldor a o křivdách mezi nimi. To mu do budoucna dávalo velkou příležitost zasévat mezi nimi lži a zesilovat nepřátelství. Fëanor padnul, Maedhros byl zajat a Noldor byli odraženi. Fingolfinův lid, který protrpěl hrůzy mrazivého severu, choval k Fëanorovým synům pramálo lásky. Mezi oběma rody dojde k částečnému usmíření až poté, co Fingolfinův syn Fingon osvobodí Maedhrose z Thangorodrim.